# Arbovirus
Arbovirus-gruppen er en økologisk gruppering af mere end 350 vira, som overlever gennem komplekse cykler, der involverer hvirveldyrs-værter og arthropoder som vektorer, der overfører virus ved deres bid. Den er ikke en del af den taksonomiske inddeling af vira. Medlemmerne inficerer en lang række arter: mennesker, heste, tamme og vilde fugle, flagermus, slanger, og insekter (myg og tæger).
- Arbovirus tilhører adskillige familier:
  - Togaviridae
  - Bunyaviridae
  - Rhabdoviridae
  - Arenaviridae
  - Reoviridae

- Almindelige human-patogene arbovirus er:
  - Dengue
  - Eastern equine encephalitis
  - Western equine encephalitis
  - Venezuelan equine encephalitis
  - Japansk encephalitis
  - St. Louis encephalitis
  - Gul feber